# Nauyaca-Wasserfälle
Die Nauyaca-Wasserfälle befinden sich in einer etwa achtzig Meter breiten Schlucht. Einer der Wasserfälle ist im freien Fall fünfundvierzig Meter hoch, der andere im Stufenfall zwanzig Meter hoch und bildet an seinem Fuß ein Becken von tausend Quadratmetern und sechs Metern Tiefe. Darüber hinaus gibt es noch andere Naturbecken kleinerer Größe. Die Wasserfälle sind, nicht nur wegen ihrer natürlichen landschaftlichen Schönheit, eine der Hauptattraktionen der südlichen Region in Costa Rica.

## Anreise
Versteckt in den Bergen des Zentralpazifik und nur 20 Minuten von Dominical entfernt liegen die Wasserfälle von Nauyaca. Man erreicht den Weg zum Wasserfall, indem man von Dominical auf der Straße 243 etwa 9 km Richtung Platanillo fährt. Vom Office wandert man dann der Ausschilderung folgend etwa 4 km durch den Regenwald zum Wasserfall. Von Quepos am Nationalpark Manuel Antonio beträgt die Anfahrt ungefähr eine Stunde.

## Galerie

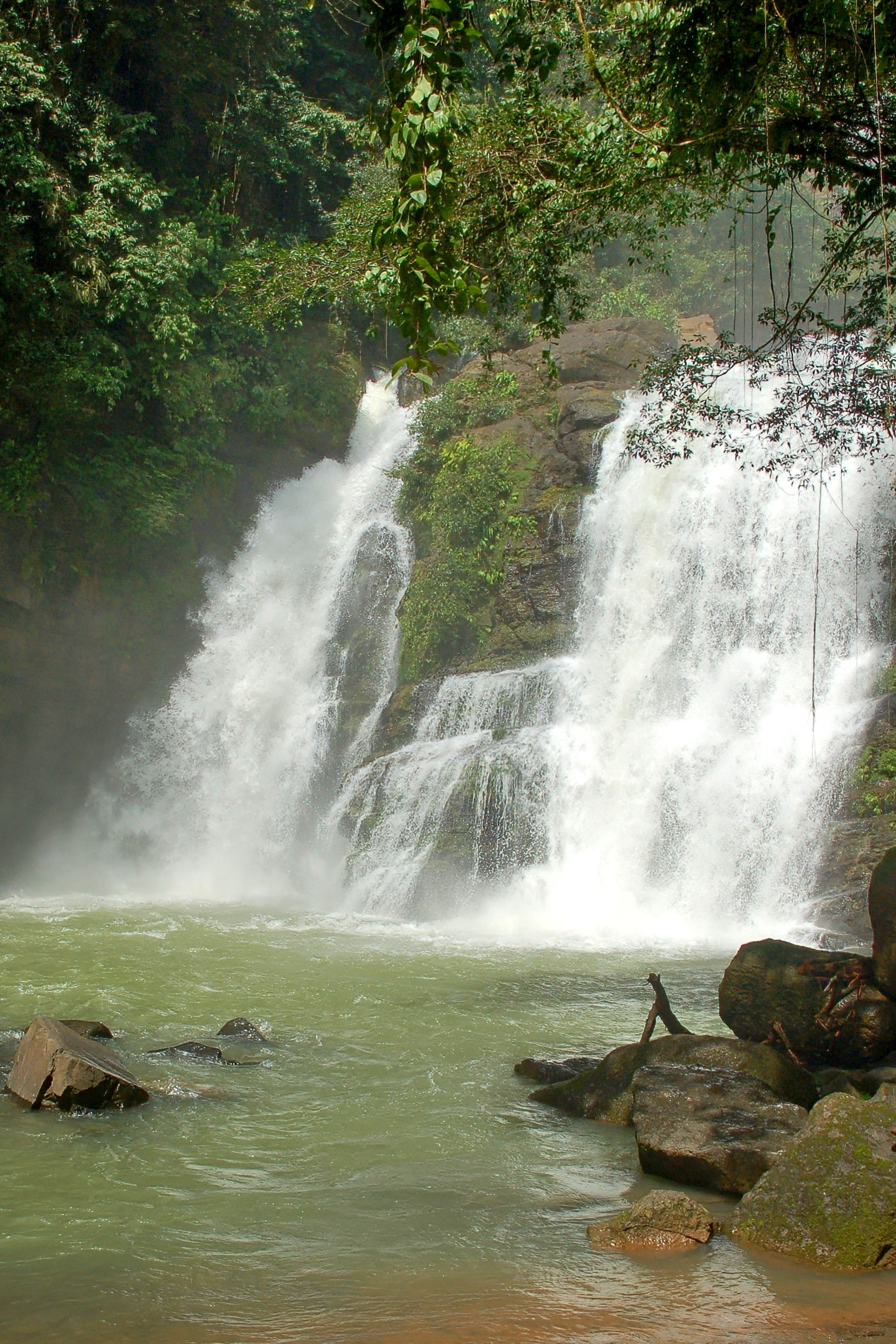
Am Becken des Nauyaca
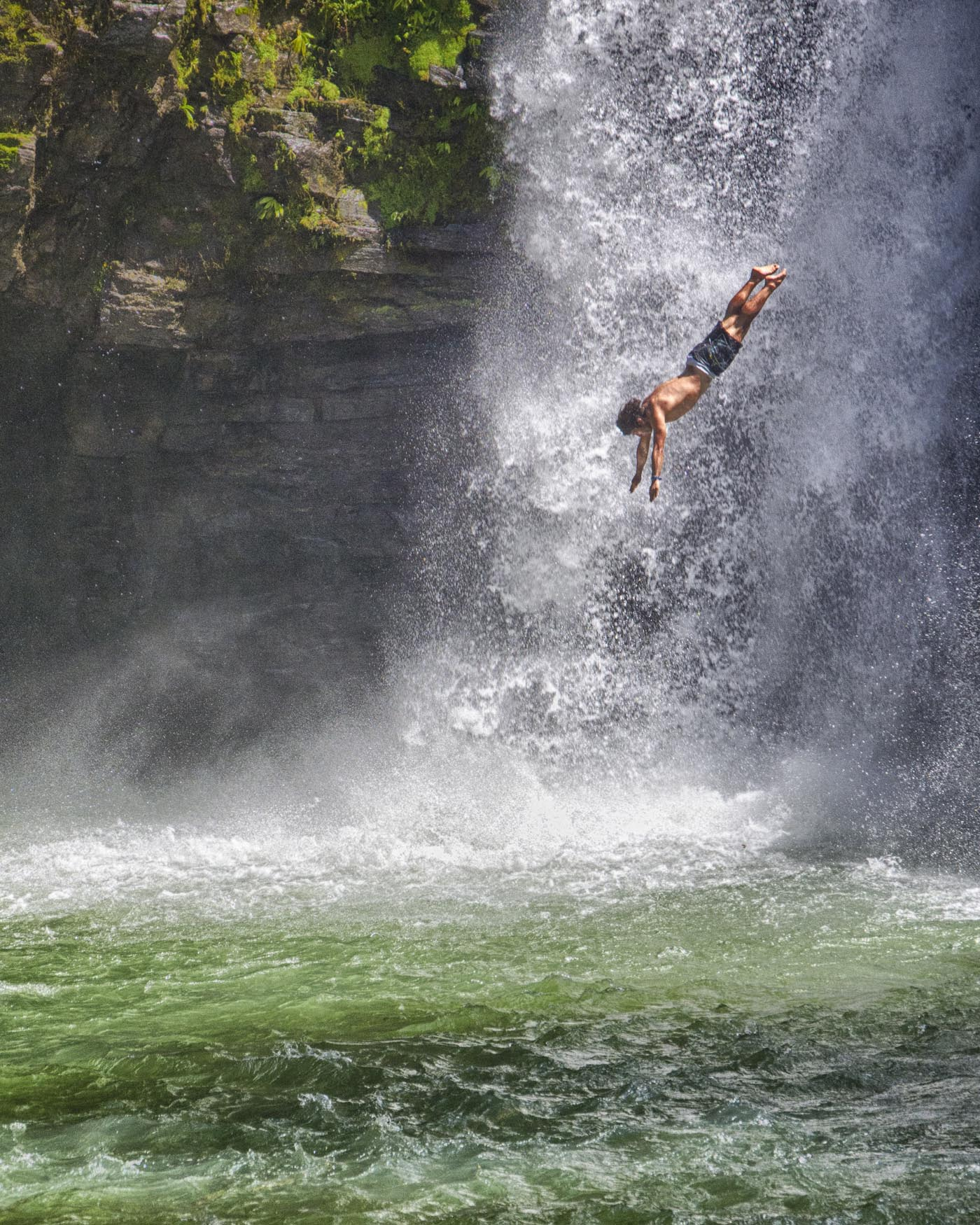
Sprung ins Becken des Wasserfalls
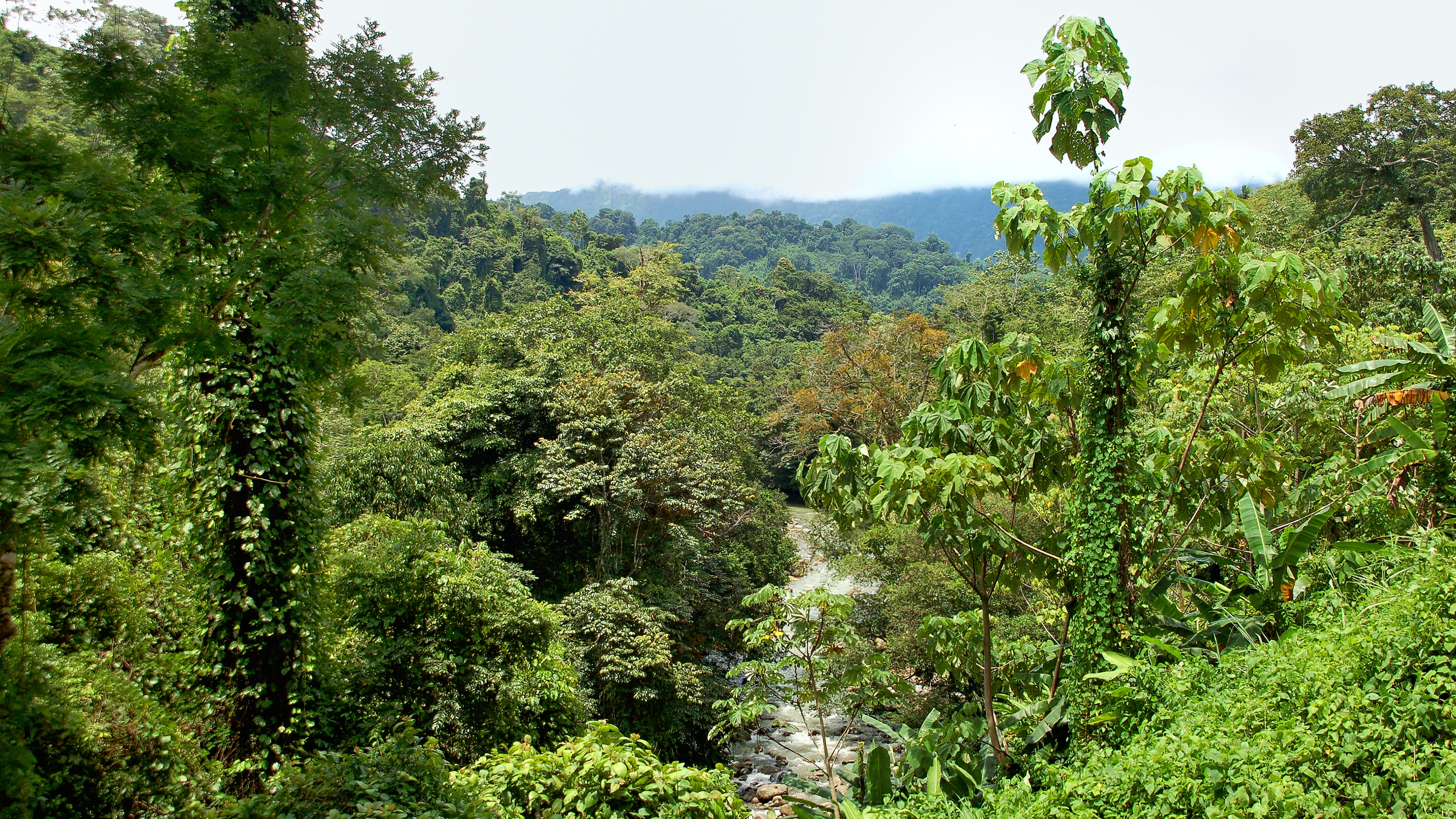
Umgebung des Wasserfalls
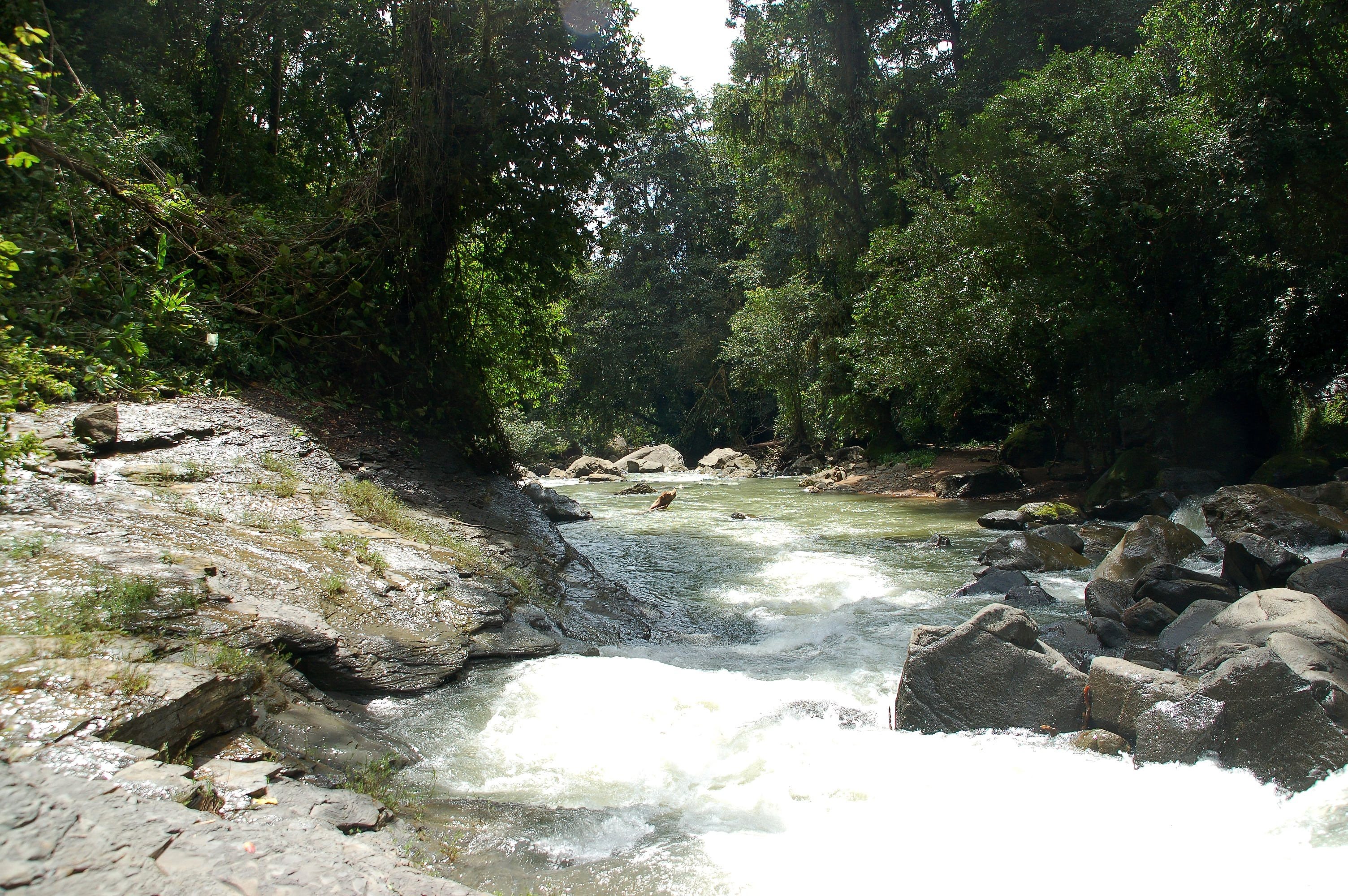
Am Fuß des Nauyaca Wasserfalls
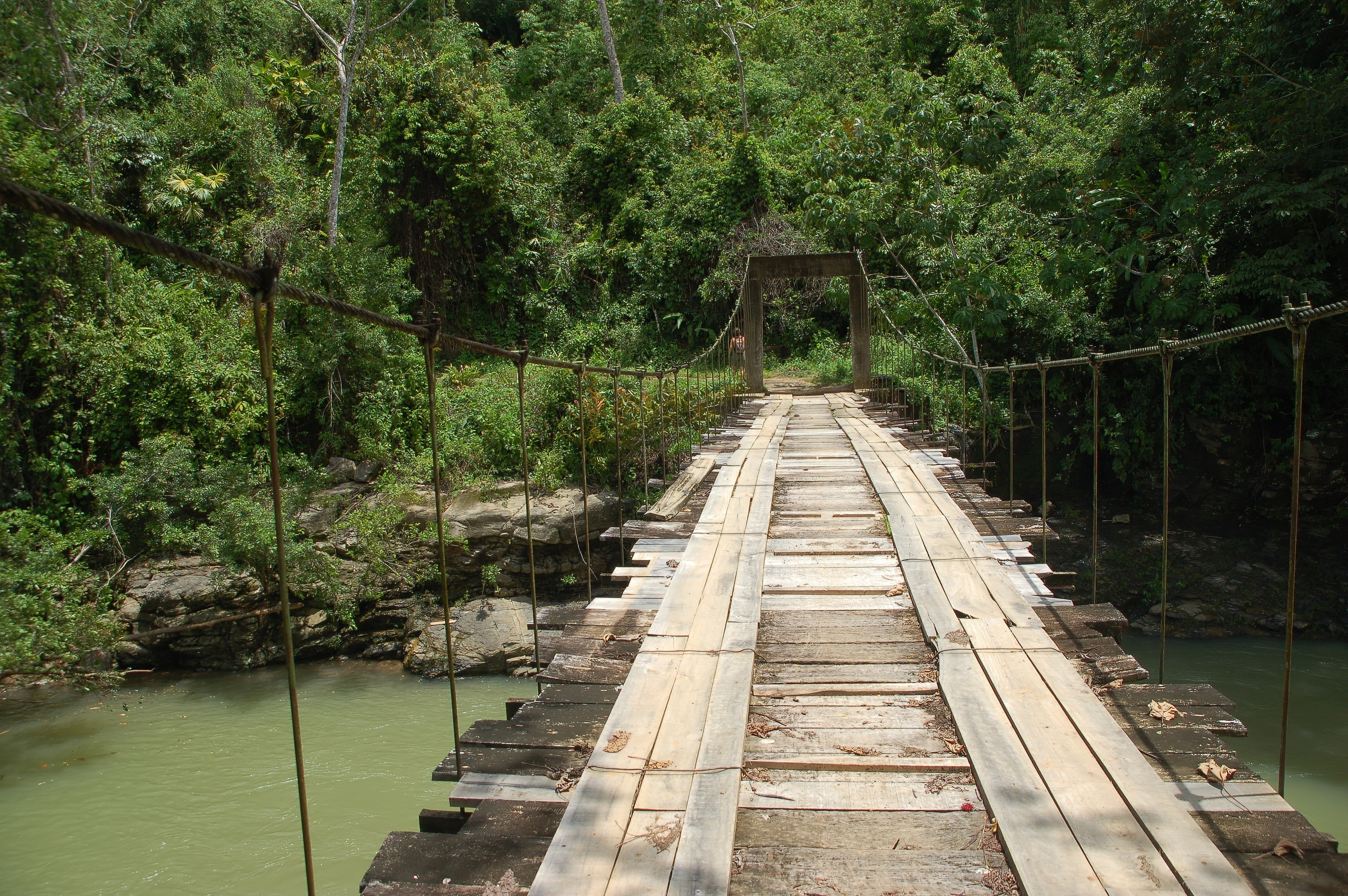
Brücke auf dem Weg zum Nauyaca